# Corfe
Corfe är en ort och civil parish i Storbritannien.   Den ligger i grevskapet Somerset och riksdelen England, i den södra delen av landet, 220 km väster om huvudstaden London. Corfe ligger 82 meter över havet och antalet invånare är 253.
Terrängen runt Corfe är platt norrut, men söderut är den kuperad. Terrängen runt Corfe sluttar norrut. Runt Corfe är det ganska tätbefolkat, med 199 invånare per kvadratkilometer. Närmaste större samhälle är Taunton, 4,8 km norr om Corfe. Trakten runt Corfe består till största delen av jordbruksmark.